# حسن روح‌الامین
حسن روح‌الامین (زاده ۲۵ مهر ۱۳۶۴ در تهران) نقاش ایرانی است. او به خاطر نقاشی‌های واقع گرایانه‌اش از رویدادهای مذهبی شهرت دارد.
او خالق آثاری چون «عرش بر زمین افتاد»، «شیرین‌تر از عسل»، «آتش پرستارم شده» و «آخرین سرباز لشکر» است. از مشهورترین آثار او نقاشی تصویر محسن حججی در برابر حسین بن علی است.

## زندگی‌نامه
حسن روح‌الامین از دوران کودکی به لطف برادرش به نقاشی علاقه داشت و تحصیلات خود را در هنرستان هنرهای زیبای تهران آغاز کرد. بعد به دانشگاه هنر شاهد رفت و در رشته نقاشی ادامه تحصیل داد. پایان‌نامه لیسانس او دربارهٔ عاشورا بود و بعدها وقایع معروف تاریخ اسلام را به تصویر کشید. او در سال ۱۳۸۵ برنده جایزه دوم جشنواره هنرهای تجسمی هنر جوانان شد. اولین نمایشگاه انفرادی آثار روح‌الامین در سال ۱۳۹۶ با عنوان «الحق مع علی» در فرهنگسرای نیاوران برپا شد. آثار او در آلمان و عراق به نمایش گذاشته شده است. پس از برلین، نمایشگاه نقاشی‌های عاشورایی او با عنوان «کشتی نجات» در مرکز شیعیان ایتالیا در رم برپا شد. او همچنین با طراحی هفت تابلوی نقاشی، کانسپت های اولیه سریال ایرانی انیمیشن «محمد رسول‌الله» را خلق کرد.

## آثار
- فاتح خیبر
- شیرین‌تر از عسل
- عرش بر زمین افتاد
- مرج البحرین
- وداع
- اصحاب کساء
- ویرانه شام
- بعد فاطمه
- بعد عباس
- دیر راهب
- دروازه ساعات
- آیا تو برادر منی؟
- امیرالمومنین
- شیر عرب
- وداع علی اکبر
- سقا

## جوایز
- جایزه چهره سال هنر انقلاب ۱۳۹۸
- جایزه دوم جشنواره هنرهای تجسمی هنر جوان سال ۱۳۸۵
- برگزیده مسابقه بین‌المللی ادیان توحیدی سال ۱۳۸۶
- جایزه ششم جشنواره تجسمی دامون‌فر سال ۱۳۸۷
- جایزه اول رشته تصویرسازی جشنواره هنرهای تجسمی هنر جوان سال ۱۳۸۷
- جایزه دوم تصویرسازی جشنواره تجسمی آزادگان سال ۱۳۸۹
- جایزه مداد پرنده از جشنواره کتاب کانون پرورش فکری کودکان و نوجوانان